# Brocův index
Brocův index, pojmenovaný podle francouzského lékaře a antropologa Paula Broca[zdroj?], je index tělesné hmotnosti, který byl používán před zavedením indexu tělesné hmotnosti BMI. Oproti výpočtu BMI je výpočet Brocova indexu jednodušší, ale také méně přesný.
Index se vypočítá vydělením hmotnosti daného člověka jeho výškou minus 100 a vynásobením hodnotou 100. Výsledek je v procentech.
{\displaystyle {\mbox{BI}}={\frac {\mbox{hmotnost (kg)x100}}{{\mbox{výška nad 100 (cm}})}}}
Za ideální tělesnou hmotnost se pokládá Brocův index v rozmezí 90–110 %, nižší hodnoty korespondují s podváhou. Nadváha je při Brocově indexu nad 115%.

## Použití
Brocův index byl antropometrickým ukazatelem tělesné hmotnosti v minulosti. Modifikovaný Brocův index zjišťuje, kolik kilogramů hmotnosti přebývá nad krajní hranicí hmotnosti doporučené, resp. kolik kilogramů do této hranice chybí. Dnes byl nahrazen přesnějším indexem BMI.